# Rhyacophila ainola
Rhyacophila ainola är en nattsländeart som beskrevs av Malicky 1989. Rhyacophila ainola ingår i släktet Rhyacophila och familjen rovnattsländor. Inga underarter finns listade i Catalogue of Life.